# Antidiuretisch hormoon

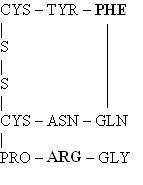
CYS = cysteïne
TYR = tyrosine
PHE = fenylalanine
ASN = asparagine
GLN = glutamine
PRO = proline
ARG = arginine
GLY = glycine
C46H65N15O12S2

Antidiuretisch hormoon (ADH) of vasopressine is een hormoon dat een belangrijke rol speelt bij de regulatie van de osmolariteit en de bloeddrukregulatie. Het is een cyclisch peptidehormoon dat is opgebouwd uit negen aminozuren. Qua structuur lijkt het erg op het hormoon oxytocine. ADH wordt door de hypothalamus geproduceerd en via neurale banen getransporteerd naar de neurohypofyse. Vanuit de neurohypofyse wordt ADH aan het bloed afgegeven. De afgifte van ADH wordt gereguleerd door osmotische receptoren in de hypothalamus en bloeddrukreceptoren in het hart, de longvaten, de sinus caroticus en door de aanwezigheid van angiotensine II. 

## Functie van ADH
ADH speelt een belangrijke rol bij de resorptie van water in de distale tubulus en de verzamelbuis in de nieren. De V2-receptoren van de nieren dienen als bindingsplaats voor ADH. Door het stimuleren van waterresorptie zorgt ADH ervoor dat er minder water in de urine terechtkomt. Hierdoor wordt de osmolaliteit van urine verhoogd en de osmolaliteit van het bloed verlaagd. Een verlaagde (of verhoogde) osmolaliteit wordt aanvankelijk waargenomen in het achterkwab van de hypofyse. De hypothalamus bevat osmosensoren die kleine verschillen in de osmolaliteit kunnen waarnemen. Als de osmolaliteit toeneemt, stijgt de ADH concentratie in het bloed. ADH heeft daarnaast ook een kleine vaatvernauwende werking.

## Pathologie gerelateerd aan ADH
Bij gebrek aan antidiuretisch hormoon treedt een centrale diabetes insipidus op, waarbij de patiënt water niet goed vast kan houden (polyurie) en ontzettend veel moet drinken (polydipsie) (soms wel 10-20 liter per dag of meer) om niet uit te drogen (dehydratie). Een gebrek aan ADH kan ook veroorzaakt worden door het nuttigen van alcohol en cafeïne. Vandaar dat men veel en vaak moet plassen als er (veel) koffie, thee, cola of alcoholhoudende dranken gedronken wordt. Men spreekt van een nefrogene diabetes insipidus als de V2-receptoren in de nieren afwezig zijn, als de receptoren het ADH niet goed kunnen binden of als de receptoren niet goed werken.
Bij een teveel aan ADH houdt de patiënt water vast waarbij gewichtstoename, hyponatriëmie en oedemen optreden. Dit komt weleens voor bij mensen die bepaalde longtumoren hebben. Men spreekt dan van SIADHS, (Syndrome of Inappropriate ADH Secretion).
Bij het vermoeden van een gebrek of teveel aan ADH kan het ADH in het klinisch chemisch laboratorium gemeten worden in bloedplasma. De osmolaliteit van het bloedplasma en de urine wordt dan ook altijd bepaald.
ADH en stoffen met een soortgelijke werking worden wel gebruikt als behandeling van bedplassen. Er moet wel op worden gelet dat deze middelen dan alleen voor het slapengaan worden genomen om vasthouden van water overdag te voorkomen. Een bijwerking kan zijn dat de bloeddruk sterk toeneemt.
ADH heeft ook een negatieve werking op de nieren en is onder andere geassocieerd met nierfunctieachteruitgang bij patiënten met diabetes mellitus en polycysteuze nieren (ADPKD).

## ADH als neurotransmitter
ADH speelt een rol bij agressie en bij de regulatie van lichaamstemperatuur. Mogelijk speelt het ook een rol bij de vorming van herinneringen.
ADH wordt door de hypothalamus op een door de biologische klok gereguleerde manier in de hersenen uitgescheiden.

## ADH en sociaal gedrag
ADH is niet alleen betrokken is bij de regulatie van de osmolariteit, maar speelt ook een rol in diverse sociale gedragingen. Onderzoek heeft aangetoond dat ADH de hersenen beïnvloedt op een manier die van invloed is op sociale interacties, zoals sociale herkenning, partnerbinding en monogamie, ouderlijk gedrag, partnercompetitie, agressie en sociale stress. Deze effecten zijn meestal sterker bij mannen dan bij vrouwen. Zo is de productie van ADH hoger in monogaam levende diersoorten dan in diersoorten die promiscue zijn. De mate waarin ADH agressie beïnvloedt, hangt af van verschillende factoren, zoals de sociale situatie waarin een dier zich bevindt en de diersoort. In sommige gevallen kan ADH agressie bevorderen, vooral wanneer dieren met elkaar concurreren om een partner. In andere situaties kan ADH juist agressie verminderen, bijvoorbeeld wanneer dieren hun territorium verdedigen. Dit wordt geïllustreerd aan de hand van onderzoek waarbij de ADH-receptoren werden geblokkeerd in granaatastrilden, een territoriale vogelsoort. Wanneer de ADH-receptor werd geblokkeerd nam de agressie gedurende de partnercompetitie sterk af.
bijnieren · epifyse · hypofyse · ovaria · pancreas · schildklier · testes · thymus
acetylcholine (ACh) · adrenaline · anandamide · aspartaat (Asp) · β-lipoproteïne · bombesine · cholecystokinine (CCK) · corticotropine (ACTH) · dopamine (DA) · dynorfine · endorfine · enkefaline · γ-aminoboterzuur (GABA) · glutamaat (Glu) · glycine (Gly) · histamine · leumorfine · motiline · neurofysine I · neurofysine II · neurokinine A · neurokinine B · neuropeptide A · neuropeptide γ · neuropeptide Y · noradrenaline · peptide YY · serotonine (5-HT) · stikstofoxide (NO) · substantie P